# Sydney Bears
Sydney Bears je australský poloprofesionální klub ledního hokeje. Založen byl v roce 2000 a stal se spolu s Adelaide Avalanche a Canberra Knights jedním se zakládajících klubů Australian Ice Hockey League – nejvyšší celostátní hokejové ligy v Austrálii. Původně byla jeho domácím stadiónem Sydney Ice Arena, v roce 2007 se přestěhoval do haly v Penrithu na západním okraji Sydney a přejmenoval se na AIHL Bears, od roku 2010 se vrátil k původnímu názvu. V letech 2002 a 2007 klub vyhrál ligovou soutěž a získal tak Goodall Cup.